# 凯里学院
凯里学院，为中国贵州省凯里市的一所全日制本科公立高等大学。该校全日制在校生10568人。占地面积1659亩，图书馆藏书57万册。

## 学校历史
- 1956年秋，贵州省凯里民族师范学校创建，后改称贵州省凯里师范学校。
- 1978年4月，成立黔东南民族师范专科学校。
- 1993年6月，更名为黔东南民族师范高等专科学校。
- 2002年5月，贵州省人民政府批准由黔东南州人民政府与贵州师范大学合作举办贵州师范大学凯里学院，与黔东南民族师范高等专科学校实行“一校两牌”，开展本科教育。
- 2006年2月，国家教育部批准贵州师范大学凯里学院、黔东南民族师范高等专科学校合并改建为“凯里学院”[1][2]。

## 学校校区
- 老校区：贵州省黔东南州凯里市文化北路22号
- 新校区：贵州省黔东南州凯里市凯里经济开发区开元大道3号[3]

## 院系设置
设有17个教学分院（部），开设35个本科专业（方向）、26个专科专业和少数民族本科预科，有来自19个省（市、自治区）的全日制在校生10500余人。培养外国留学生60余人。其中17个教学分院（部），分别是：人文学院、外国语学院、艺术学院、数学科学学院、教育科学学院、体育学院、建筑工程学院、信息工程学院、环境与生命科学学院、经济管理学院、旅游学院、继续教育学院、马克思主义学院、化学与材料工程学院、物理与电子工程学院、音乐学院、国际教育学院。